# Trilobachne cookei
Trilobachne cookei là một loài thực vật có hoa trong họ Hòa thảo. Loài này được (Stapf) Schenck ex Henrard miêu tả khoa học đầu tiên năm 1931.